# 부정경쟁
부정경쟁(不正競爭, unfair competition)은 다음과 같은 의미를 가진다.
영미법계에 있어서는 원래 부정경쟁 내지 불공정경쟁(unfair competition)의 개념이 존재하지 아니하였으나, 20세기 초부터 미국에서도 이 용어가 사용되고 있다. 그러나 그 내용은 상당히 가변적이다. 보통 여기에 포섭되는 것으로는 상표침해행위 그리고 상표권이나 저작권으로 보호되지 아니하는 무형의 자산을 정당한 권원없이 침해하는 행위(misappropriation)이다. 이 밖에 허위광고, 유인전술(bait and switch selling tactic), 권한없는 상품 브랜드의 대체, 영업비밀의 침해, 영업비방, 상품이나 서비스에 관한 허위표시 등을 들 수 있다, 그리고 이에 관해서는 주 보통법 이외에, 상표나 저작권 그리고 허위광고에 대하여는 연방법(Lanham법 제 1125조)이 적용되고, 기만적인 거래 관행으로부터 소비자를 보호하기 위한 연방거래위원회의 규정(Regulation)이 제정되어 있다. 그리고 부정경쟁법 리스테이트먼트(Restatement of the Law of Unfair Competition), 기만적 거래 관행에 관한 모범법(Uniform Deceptive Trade Practices Act)이 있다.
한국에서는 보통 부정경쟁방지 및 영업비밀보호에 관한 법률에 규정되어 있는 부정경쟁 행위를 말한다.

## 같이 보기
- 카테고리 킬러
- 유럽 연합의 경쟁법
- 미국의 독점금지법
- 불공정거래행위(Unfair business practices)